# Manifesto del Partito Comunista
Il Manifesto del Partito Comunista (in tedesco Manifest der Kommunistischen Partei) è un saggio del 1848 scritto dai teorici e politici tedeschi Karl Marx e Friedrich Engels. Da allora è stato riconosciuto come uno degli scritti politici più influenti al mondo. Commissionato dalla Lega dei Comunisti, espone gli scopi e il programma della Lega. Il saggio presenta un approccio analitico alla lotta di classe (storica e presente), ai problemi del capitalismo e una previsione delle potenziali forme future del comunismo.
Il breve libello contiene le teorie marxiste di Marx ed Engels sulla natura della società e della politica in quanto, secondo loro, "la storia di ogni società esistita fino a questo momento, è storia di lotte di classi". Presenta anche brevemente le loro idee su come la società capitalista dell'epoca sarebbe stata alla fine sostituita dal socialismo, e poi dal comunismo.
La prima e parziale traduzione italiana fu pubblicata nel 1889. Una successiva traduzione fu pubblicata, ancora parziale, nel 1891 mentre la prima traduzione completa fu pubblicata a puntate nel 1892 sul periodico Lotta di classe a opera di Pompeo Bettini.

## Contenuto
Questo libello fu commissionato dalla Lega dei Comunisti per esprimere il loro progetto politico. Celeberrima è la frase d'apertura, che è immediatamente seguita da una dichiarazione di intenti: 

### Proletari e Borghesi

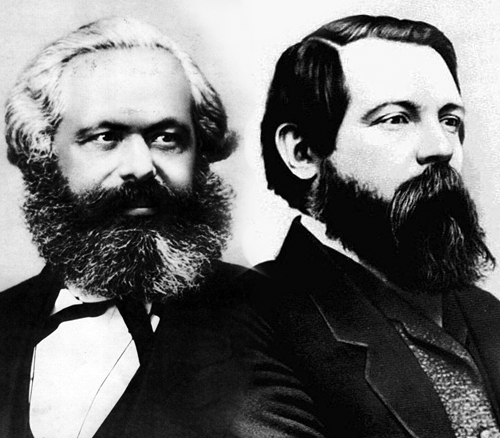
Karl Marx e Friedrich Engels

Marx e Engels analizzano la storia come lotta di classe, sempre esistita e combattuta tra oppressi e oppressori. I due sottolineano come questo contrasto non solo sia ancora presente nella moderna società borghese, ma che piuttosto si sia addirittura inasprito, poiché in seguito a grandi trasformazioni sociali connesse alla trasformazione del modello produttivo è animato da solo due grandi classi: la borghesia e il proletariato. La prima, classe rivoluzionaria nel Basso Medioevo e all'inizio dell'età moderna, dopo aver annientato la struttura economica e politica allora esistente, ormai inadeguata e obsoleta, si consacrò come classe dominante a tutti gli effetti durante la rivoluzione industriale. La seconda, nata in seguito alla nascita del modello economico capitalistico, risulta essere quella oppressa, ma potenzialmente dominante.
La base su cui la borghesia ha costruito la propria forza è sostanzialmente lo sfruttamento del proletariato, tutelato dai governi, definiti da Marx ed Engels «un comitato che amministra gli affari comuni di tutta la classe borghese». Tuttavia con lo sviluppo dell'industria la classe operaia, le cui file tendono a ingrossarsi sempre di più anche di parti della piccola-media borghesia e di borghesia declassata, è destinata a crescere in numero e in forza. La compressione dei salari tende a far sì che le condizioni di vita dei lavoratori diventino man mano sempre più simili, così che essi tendono a organizzarsi in associazioni permanenti per difendere i loro diritti. Alla luce di tali premesse, il proletariato risulta essere destinato ad abbattere la classe borghese insieme con il modello economico da essa introdotto, ovvero il capitalismo. In seguito alla rivoluzione, in cui il proletariato conquisterà il potere politico, dovrà esserci necessariamente una fase di transizione, definita «dittatura del proletariato». Durante questa fase verranno utilizzati dalle associazioni operaie i mezzi di produzione borghese, messi a disposizione dallo Stato, per trasformare radicalmente la società. A uno Stato borghese si sostituirà quindi uno Stato proletario, a una dittatura della borghesia una dittatura del proletariato.
È necessario specificare però che Marx ha usato il termine «dittatura del proletariato» per l'attuazione successiva del comunismo solo successivamente al Manifesto, ossia nella lettera a Joseph Weydemeyer nel 1852 e nella Critica del Programma di Gotha del 1875. Sebbene già nel Manifesto si parli di «interventi dispotici nel diritto di proprietà e nei rapporti borghesi di produzione», il termine preciso di «dittatura del proletariato» appare solo nella già citata lettera a Weydemeyer in cui si afferma che «la lotta delle classi necessariamente conduce alla dittatura del proletariato». L'espressione classica di questa teoria la si trova poi nella Critica del Programma di Gotha in cui Marx scrive che «tra la società capitalistica e la società comunista vi è il periodo della trasformazione rivoluzionaria dell'una nell'altra. A esso corrisponde anche un periodo di transizione, il cui Stato non può essere altro che la dittatura rivoluzionaria del proletariato». Secondo Marx la dittatura del proletariato è solo una misura storica di transizione (sia pure a lungo termine), che mira tuttavia al superamento di sé medesima e di ogni forma di Stato. Solo dopo questa fase transitoria si potrà attuare il comunismo, che creerà una società senza classi, senza sfruttatori e sfruttati, in cui i mezzi di produzione sono gestiti dai lavoratori. Sparita la lotta di classe, sparirà anche il piano sul quale essa si sviluppava, cioè lo Stato. Infatti il potere pubblico, che per Marx e Engels non è altro che «il potere di una classe organizzato per opprimerne un'altra», non sarà più politico.

### Progetto politico dei comunisti
Vengono proposti anche dieci punti, che all'epoca della stesura del Manifesto avevano valore di programma rivoluzionario per i Paesi più progrediti. Attraverso queste dieci misure si sarebbe attuata quella che in seguito Marx avrebbe denominato dittatura del proletariato. Gli stessi autori però ammettono la limitatezza di questi principi in quanto sono ben consci che essi sono storicamente determinati e quindi non applicabili in ogni circostanza storica.
I dieci punti sono:
1. Espropriazione della proprietà fondiaria ed impiego della rendita fondiaria per le spese dello Stato.
2. Imposta fortemente progressiva.
3. Abolizione del diritto di successione.
4. Confisca della proprietà di tutti gli emigrati e ribelli.
5. Accentramento del credito in mano allo Stato mediante una banca nazionale con capitale dello Stato e monopolio esclusivo.
6. Accentramento di tutti i mezzi di trasporto in mano allo Stato.
7. Moltiplicazione delle fabbriche nazionali, degli strumenti di produzione, dissodamento e miglioramento dei terreni secondo un piano collettivo.
8. Eguale obbligo di lavoro per tutti, costituzione di eserciti industriali, specialmente per l'agricoltura.
9. Unificazione dell'esercizio dell'agricoltura e dell'industria, misure atte ad eliminare gradualmente l'antagonismo fra città e campagna.
10. Istruzione pubblica e gratuita di tutti i fanciulli. Eliminazione del lavoro dei fanciulli nelle fabbriche nella sua forma attuale.

Gli Stati marxisti-leninisti del Novecento  (Unione Sovietica e Paesi satelliti, Cina, Cuba ecc.) hanno cercato di applicare questa sorta di "decalogo comunista" per modernizzare e industrializzare i loro Paesi. Essi costituiscono ancora oggigiorno i principi più importanti del comunismo per la maggior parte delle persone di media cultura del mondo occidentale. Concetto marxiano invece meno compreso è quello della società senza classi, in cui lo Stato è destinato a estinguersi, dando luogo alla libera associazione dei produttori. Su questo concetto è illuminante la Critica del Programma di Gotha (1875), in cui peraltro Marx distingue anche il socialismo dal comunismo. Quando si parla di statalizzazione dei mezzi di produzione si allude pertanto da parte di molti intellettuali (soprattutto fra gli avversari del marxismo) implicitamente a questa sorta di decalogo che Marx e Engels hanno fornito. Questo fu ripreso da Lenin (marxismo-leninismo), che ne diede un'interpretazione maggiormente politica, più che economica.
Ad ogni modo questo decalogo è considerato l'emblema dello statalismo marxista-leninista. Una parte della critica di ispirazione liberale ha trovato in questa statalizzazione dei mezzi di produzione, intesa come dominio e intervento dello Stato (sia dal punto di vista politico sia economico), un'eco della concezione dello Stato etico di Georg Wilhelm Friedrich Hegel. Questo statalismo avrebbe caratterizzato soprattutto l'Unione Sovietica dopo la morte di Vladimir Lenin con l'avvento di Iosif Stalin e in seguito negli anni della "grande stagnazione" (1964–1982) con Leonid Il'ič Brežnev.

### Critica del socialismo
Marx e Engels passano poi ad analizzare tutti i progetti e le teorie socialiste precedenti. Individuano vari tipi di socialismo, tra cui un socialismo reazionario (Jean Charles Léonard Simonde de Sismondi), un socialismo conservatore o borghese (Pierre-Joseph Proudhon) e un socialismo utopistico (Henri de Saint-Simon, Charles Fourier e Robert Owen). Essi riconoscono a questi interventi precedenti gli importanti meriti (specialmente al socialismo utopistico) di aver colto le contraddizioni del capitalismo e la lotta tra le classi e di aver delineato delle proposte di cambiamento della società, ma ne criticano due aspetti: 1) l'incapacità di schierarsi apertamente a favore del proletariato, cercando di rimanere sopra le parti e 2) il non attribuire al proletariato un suo ruolo storico e una sua autonomia. Per contro propongono un socialismo scientifico che si basi non su invenzioni o idee, ma su fatti empirici, ma razionalmente considerati.

### Internazionalismo

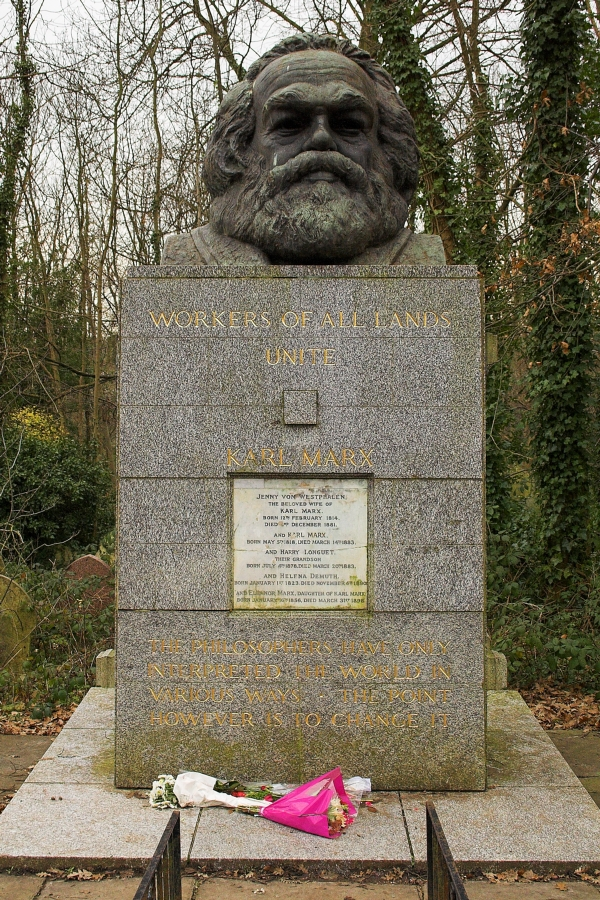
Una traduzione inglese dell'excipit del Manifesto è uno degli epitaffi della tomba di Marx presso il cimitero di Highgate: «Workers of All Lands Unite»

Il testo si chiude con una visione delle varie lotte portate avanti dai comunisti nei vari Paesi. Si ricorda però che al tempo stesso è necessaria una stretta collaborazione tra i partiti dei vari Paesi. Sono quindi poste le basi dell'internazionalismo di matrice socialista in quanto i proletari dei vari Paesi hanno obiettivi comuni e quindi devono unirsi. Di qui il famoso appello (divenuto poi motto dell'Unione Sovietica) con cui si conclude l'opera: 

## Edizioni in lingua italiana
- Il manifesto del partito comunista (1847), prefazione di Pietro Gori, Milano, F. Fantuzzi, 1891; Milano, Fondazione Giangiacomo Feltrinelli, 2003.
- Il manifesto del partito comunista, Milano, Uffici della critica sociale, 1893.
- Il manifesto dei comunisti, Firenze, G. Nerbini, 1901.
- Manifesto del partito comunista, Milano, L'editrice operaia, 1910.
- Il manifesto del Partito comunista, Milano, Avanti!, 1914.
- Il manifesto del partito comunista. Con proemio e prefazioni. E con le decisioni di Zimmerwald e di Kienthal, Milano, Avanti!, 1918.
- Il manifesto del partito comunista. Con proemio e prefazioni, Milano, Avanti!, 1920.
- Il manifesto del Partito comunista, Roma, Libreria Editrice del Partito Comunista, 1925.
- Il manifesto dei comunisti, versione di Pompeo Bettini riveduta da Gustavo Sacerdote, Milano, Avanti!, 1925.
- Il manifesto del Partito comunista, Padova, R. Guerrini, 1943.
- Manifesto ai comunisti (1848), Roma, Bandiera rossa, 1944.
- Il manifesto dei comunisti, Mantova, Terra nostra, 1944.
- Il manifesto del partito comunista, a cura di Renato D'Ambrosio, Napoli, La sociale, 1944.
- Manifesto dei comunisti, con una introduzione di Costantino Onorati allo studio del materialismo storico, Roma, L'Arciere, 1944
- Il manifesto del Partito comunista, [traduzione dal tedesco] con introduzione di Alessandro Groppali, Milano, CEA, 1945.
- Il manifesto dei comunisti, Roma, L'Unità, 1945.
- Il manifesto dei comunisti, Milano, Omnia, 1945.
- Il manifesto dei comunisti, 1848, con la prefazione di F. E., alla prima edizione italiana e una nota all'attuale edizione, Roma, Partito Socialista Italiano, 1945.
- Manifesto del Partito comunista, traduzione dal tedesco di Palmiro Togliatti, Roma, Rinascita, 1947.
- Manifesto del Partito Comunista, tradotto dall'edizione critica del Marx Engels Lenin Institut di Mosca con introduzioni a cura di Emma Cantimori Mezzomonti, seguito da I principi del Comunismo e da Per la storia della Lega dei Comunisti di F. Engels, dalle prefazioni di Marx ed Engels per le varie edizioni del Manifesto, e da altri scritti e documenti, Torino, Einaudi, 1948; Milano, A. Mondadori, 1978.
- Il manifesto del Partito comunista, Introduzione, traduzione [dal tedesco] e note critiche [a cura di] Natale Campagnola, Firenze, Mazza, 1951.
- Manifesto del Partito comunista, a cura di Emma Cantimori Mezzomonti, Bari, Laterza, 1958.
- Manifesto del Partito comunista, introduzione di Palmiro Togliatti, a cura di Franco Ferri, Roma, Editori Riuniti, 1960.
- Il manifesto del partito comunista, introduzione e cura di Eugenio Sbardella, Roma, Avanzini e Torraca, 1967.
- Manifesto del partito comunista, Roma, Lara, 1968.
- Manifesto del partito comunista, introduzione e cura di Eugenio Sbardella, Roma, Newton Compton, 1969.
- Il manifesto del partito comunista, traduzione, documentazione critica e commento a cura di Umberto Margiotta, Torino, Marietti, 1972.
- Manifesto del Partito comunista, testo originale con traduzione di Antonio Labriola, Milano, Mursia, 1973.
- Manifesto del partito comunista, presentazione di Gerardo Chiaromonte, in appendice scritti di Antonio Labriola e Palmiro Togliatti sul Manifesto dei comunisti, Roma, a cura della Sezione centrale stampa e propaganda per la campagna del proselitismo al PCI, 1973.
- Il Manifesto del Partito comunista. Guida per la lettura dell'intero Marx, a cura di Mario Cassa, Milano-Roma, Sapere, 1974; Roma, Nuove edizioni operaie, 1978.
- Manifesto del Partito comunista di Marx ed Engels, illustrato da Mario De Luca e Pietro Carcaci, presentato da Silverio Corvisieri e Mauro Rostagno, Roma, Savelli, 1976.
- Manifesto del partito comunista, introduzione di Renato Zangheri, Roma, Editori Riuniti, 1983. ISBN 88-359-0078-6.
- Manifesto del Partito comunista, a cura di Alfredo A. La Piccirella, con un'appendice dedicata alla teoria del valore lavoro di Marx e la profitto e prezzo di produzione, Forio (Ischia), D. Savio, 1994.
- Manifesto del Partito comunista, introduzione di Stefano Garroni, Napoli, Laboratorio politico, 1994.
- Manifesto del partito comunista, nella traduzione di Antonio Labriola, introduzione di Umberto Cerroni, Roma, TEN, 1994. ISBN 88-7983-365-0.
- Manifesto del partito comunista, traduzione e presentazione di Paolo Ceccoli, Bussolengo, Demetra, 1996. ISBN 88-7122-851-0.
- Manifesto del Partito comunista, traduzione dall'edizione critica del Marx-Engels-Lenin Institut di Mosca a cura di Emma Cantimori Mezzomonti, con un saggio storico-critico di Bruno Bongiovanni, Torino, Einaudi, 1998. ISBN 978-88-06-17369-2.
- Manifesto del partito comunista. Proletari di tutti i paesi, unitevi!, a cura di Marcello Dell'Utri, traduzione di Lucio Caracciolo, introduzione di Lucio Colletti, Milano, Silvio Berlusconi Editore, 1998. ISBN 88-04-46642-1.
- Manifesto del Partito comunista, in appendice note sulle prime edizioni del Manifesto e sulla sua diffusione, Milano, Lotta comunista, 1998. ISBN 88-86176-27-9.
- Manifesto del Partito Comunista, introduzione di Edoardo Sanguineti "Tesi sul manifesto", Roma, Meltemi, 1998. ISBN 88-86479-64-6.
- Manifesto del partito comunista, introduzione di Eric J. Hobsbawm, Milano, Rizzoli, 1998. ISBN 88-17-53039-5.
- Manifesto del Partito comunista, introduzione e note di Erika Frigieri, traduzione e commento di Antonio Labriola, Siena, Barbera, 2007. ISBN 88-7899-173-2.
- Manifesto del partito comunista, prefazione di Rossana Rossanda, Milano, BUR Rizzoli, 2009. ISBN 978-88-17-03513-2.
- Manifesto del Partito Comunista, introduzione e note di Erika Frigieri, traduzione e commento di Antonio Labriola, Milano, Rusconi Libri, 2018. ISBN 978-88-18-03237-6.